# 韩光钧
韓光鈞（？—？）籍贯不详，中华民国官员。

## 生平
韩光钧作为川边镇守使陳遐齡的交涉员，于1918年10月17日同藏军代本穹然木在甘孜绒坝岔缔结了停战协定，自此藏军退驻德格，边军驻甘孜，西藏和中国川边特别区之间的民七事件结束。
1925年，川边镇守使陳遐齡被北京政府撤职，刘成勋任西康屯墾使，韩光钧任川边道道尹，同年川边道撤销，改设康东道和康北道。